# Masa (Saaremaa)
Koordinaten: 58° 21′ N, 22° 42′ O
Masa (deutsch Massa) ist ein Dorf (estnisch küla) auf der größten estnischen Insel Saaremaa. Es gehört zur Landgemeinde Saaremaa (bis 2017: Landgemeinde Pihtla) im Kreis Saare.

## Einwohnerschaft und Lage
Das Dorf hat neun Einwohner (Stand 31. Dezember 2011). Es liegt siebzehn Kilometer nordöstlich der Inselhauptstadt Kuressaare an der wichtigen Verbindungsstraße zum Fährhafen Kuivastu, der auf das Festland führt.
Auf der Landkarte des deutschbaltischen Kartografen Ludwig August Mellin von 1798 sind das Dorf und der Krug unter dem Namen Mastla verzeichnet.